# Рожков, Никита Алексеевич
Никита Алексеевич Рожков (род. 18 февраля 2000, Оренбург) — российский хоккеист, нападающий.

## Биография
Воспитанник оренбургских школ «Газпром» (2008—2010) и «Оренбуржье» (2011—2014), «Металлург» Магнитогорск (2014—2017). С сезона 2017/2018 — игрок команды МХЛ «Стальные лисы». В сезоне 2019/20 дебютировал в КХЛ за «Металлург» Магнитогорск, в следующем сезоне также выступал в ВХЛ за «Зауралье». Играл в ВХЛ за клубы «Рубин» (2021/22) и «Южный Урал» (2022). 29 ноября 2022 по обоюдному согласию сторон расторг контракт с «Металлургом». На следующий день подписал пробный контракт с «Северсталью», а 8 декабря 2022 заключил соглашение до конца сезона. 30 марта 2023 года продлил контракт на два года. 31 мая 2024 года был обменян в ЦСКА, с сезона 2024/25 стал выступать за «Звезду» в ВХЛ, где установил рекорд клуба по набранным очкам за регулярный чемпионат — 48 очков.